# Stephan Hegyi
Stephan Hegyi (ur. 25 lipca 1998) – austriacki judoka. Olimpijczyk z Tokio 2020, gdzie zajął siedemnaste miejsce w wadze ciężkiej.
Uczestnik mistrzostw świata w 2017, 2019 i 2021. Startował w Pucharze Świata w latach 2016-2018. Brązowy medalista mistrzostw Europy w 2018, a także igrzysk europejskich w 2019 roku.

## Letnie Igrzyska Olimpijskie 2020
| Konkurencja | Eliminacje          | Klas. końcowa |
| Konkurencja | Przeciwnik I        | Miejsce       |
| ----------- | ------------------- | ------------- |
| +100 kg     | Teddy Riner (FRA) P | 17.           |